# Бабенкове (Феодосійський район)
Бабе́нкове (до 1945 року — Есен-Елі, крим. Esen Eli) — село Феодосійського району Автономної Республіки Крим. Розташоване на півдні району.